# Dhuizel
Dhuizel település Franciaországban, Aisne megyében. Lakosainak száma 113 fő (2022. január 1.). Dhuizel Courcelles-sur-Vesle, Paars, Saint-Mard, Vauxtin, Viel-Arcy és Les Septvallons községekkel határos.

## Népesség
A település népességének változása:
| Lakosok száma | 153  | 103  | 101  | 95   | 115  | 115  | 114  | 112  | 114  | 113  |
|               | 1968 | 1982 | 1990 | 2006 | 2013 | 2015 | 2017 | 2019 | 2020 | 2022 |